# Acalyptris nigripexus
Acalyptris nigripexus là một loài bướm đêm thuộc họ Nepticulidae. Nó được miêu tả bởi Puplesis và Diškus năm 2003. Nó được bieddensse ở rừng nhiệt đới miền núi Nepal.